# 71 de l'Àguila
71 de l'Àguila (71 Aquilae) és una estrella de la constel·lació de l'Àguila. Té una magnitud aparent de 4,31. També és coneguda com a NSV 13187, 71 Aql, HR 7884, HD 19657, SAO 144649, BD -1 4016, i WDS 20383-0106.

Es tracta d'una estrella binària amb una magnitud visual aparent del sistema de 4.33, la qual cosa la fa prou brillant com per a poder-se veure a ull nu. Té un canvi de paral·laxi anual de 9.67 mil·lisegons d'arc (mas), la qual cosa significa una distància física de 340 anys llum de la Terra amb un marge d'error de 30 anys llum.
Es tracta d'un sistema binari espectroscòpic on la presència d'un company orbitant-la s'aprecia pels canvis en l'espectre causats per l'efecte Doppler. La component primària és una estel gegant amb una classificació espectral de G8 III. El segon segueix una òrbita circular amb un període orbital de 205.2 dies.